# 헬데바두스
일디바드(Ildibad, ? ~ 541년, 재위 540년 ~ 541년) 혹은 헬데바두스(Heldebadus)는 동고트 왕국의 5대 국왕으로 동로마 제국의 벨리사리우스의 이탈리아 침공을 도운 공으로 전왕 비티게스가 콘스탄티노폴리스로 끌려간 뒤 왕이 되었다.
그러나 곧 암살당하고, 에라릭이 그 뒤를 이어 왕이 되었다.
일다바드는 실제로 스페인의 서고트족 왕 중 하나의 조카로 기록되어 있다.
| 전임 비티게스 | 제5대 동고트 왕국의 국왕 540년 ~ 541년 | 후임 에라릭 |